# Journée mondiale de l'aide humanitaire
 (février 2013).
Si vous disposez d'ouvrages ou d'articles de référence ou si vous connaissez des sites web de qualité traitant du thème abordé ici, merci de compléter l'article en donnant les références utiles à sa vérifiabilité et en les liant à la section « Notes et références ».
 (juillet 2025).
Motif : manque de source permettant de vérifier la notoriété
- Archive Wikiwix
- Bing
- Cairn
- DuckDuckGo
- E. Universalis
- Gallica
- Google
- G. Books
- G. News
- G. Scholar
- Persée
- Qwant
- (zh) Baidu
- (ru) Yandex
- (wd) trouver des œuvres sur Wikidata

| 1. | Préciser le motif de la pose du bandeau. | Précisez le motif de la pose du bandeau en utilisant la syntaxe suivante : {{admissibilité à vérifier\|date=juillet 2025\|motif=remplacez ce texte par le motif}}                                           |
| 2. | Informer les utilisateurs concernés.     | Pensez à avertir le créateur de l'article, par exemple, en insérant le code ci-dessous sur sa page de discussion : {{subst:avertissement admissibilité à vérifier\|Journée mondiale de l'aide humanitaire}} |

La journée internationale de l'aide humanitaire, organisée chaque année le 19 août, est en partie dédiée à la mémoire de tous ceux et celles, travailleurs humanitaires, qui ont perdu leur vie en tentant de venir en aide aux communautés en détresse et qui, pour beaucoup, provenaient de ces mêmes communautés.

## Buts de la Journée mondiale de l'aide humanitaire
Cette journée internationale honore ceux qui ont été tués ou blessés en portant secours à ceux qui sont dans le besoin, mais également ceux qui continuent d'apaiser la détresse et les souffrances de millions d'autres.

## Domaines de réflexion mis en valeur par cette journée
- Attirer l'attention sur les besoins humanitaires dans le monde.
- Expliquer, en des termes simples, ce qu'implique le travail des humanitaires.
- Se souvenir de ceux qui ont perdu la vie pour la cause humanitaire.

## Historique
Le 11 décembre 2008, l'Assemblée générale des Nations unies a décidé, par sa résolution 63/139:
« ...de désigner le 19 août Journée mondiale de l’aide humanitaire afin de contribuer à sensibiliser le public aux activités humanitaires dans le monde et à l’importance de la coopération internationale dans ce domaine et de rendre hommage à tout le personnel humanitaire, au personnel des Nations unies et au personnel associé qui s’emploient à promouvoir la cause humanitaire, ainsi qu’à celles et ceux qui ont perdu la vie dans l’accomplissement de leur mission, et invite tous les États Membres, les entités du système des Nations unies, dans les limites des ressources existantes, ainsi que les autres organisations internationales et les organisations non gouvernementales, à marquer cette Journée chaque année comme il convient. »
Pourquoi le 19 août ?
Le 19 août 2003, un attentat à la bombe était perpétré contre le Bureau des Nations unies à Bagdad (Irak), provocant le décès de 22 travailleurs humanitaires. Avant cette date et depuis lors, nombre d’autres agents d’aide humanitaire y compris Sérgio Vieira de Mello ont également péri. Des pertes massives ont également été enregistrées en janvier 2010 à la suite du tremblement de terre survenu en Haïti. 
La Journée mondiale de l’aide humanitaire trouve ses origines en Iraq, mais l’objectif est d’en faire le véritable reflet de la communauté humanitaire mondiale.